# Arne Vidar Moen
Arne Vidar Moen (Tromsø, 17 novembre 1971) è un ex calciatore norvegese, di ruolo difensore.

## Carriera

### Club
Moen iniziò la carriera con la maglia del Tromsø. Vi restò fino al 1996, quando fu ingaggiato dal Brann. Nel 2001, Moen passò al Lillestrøm con la formula del prestito. Debuttò in squadra il 16 aprile, nel pareggio a reti inviolate contro il Bryne. Il 10 giugno segnò la prima rete, nel 4-1 inflitto al Molde.
Dal 2002 tornò al Tromsø, dove chiuse la carriera al termine del campionato 2005.

### Nazionale
Moen giocò 20 partite con la Norvegia under 21.